# The House of Tears
The House of Tears er en amerikansk stumfilm fra 1915 af Edwin Carewe.

## Medvirkende
- Emily Stevens som Mrs. Alice Collingwood / Gail Collingwood.
- Henri Bergman som Robert Collingwood.
- Walter Hitchcock som Henry Thorne.
- George Brennan som John.
- Madge Tyrone.